# Čovek sa plaštom
Čovek sa plaštom je epizoda serijala Mali rendžer (Kit Teler) obјavljena u Lunov magnus stripu #218. Epizoda je objavljena premijerno u bivšoj Jugoslaviji u septembru 1976. godine. Koštala je 8 dinara (0,44 $; 1,1 DEM). Imala je 96 strana. Izdavač јe bio Dnevnik iz Novog Sada. Naslovna strana predstavlja po svoj prilici precrtan original Donatelijeve naslovnice iz 1971. za #93. Jugoslovenski autor naslovne stranice za LMS nije poznat. (Drugi deo ove epizode objavljen je u LMS-219 pod nazivom Obračun u vodenici, koji je izašao nedelju dana kasnije.) Uredništvo Dnevnika je permutovalo naslovne strane za ove dve epizode.

## Originalna epizoda
Prvi deo epizode je premijerno objavljen u Italiji u svesci #92 pod nazivom L’immortale (Besmrtnik), koja je izašla u julu 1971, a ostatak epizode u #93 pod nazivom Il diabolico barone (Đavolji baron), koja je objavljena u avgustu 1971. godine. Obe sveske koštale su po 200 lira (0,32 $; 1,27 DEM). Epizodu je nacrtao Birađo Balzano, a scenario napisao Andrea Lavecolo. Originalne naslovnice nacrtao je Franko Donateli, tadašnji crtač Zagora.

## Kratak sadržaj
Prolog. Godina 1593. Dvorac Erika fon Falkenhersta. Erih, poslednji izdanak barona fon Falkenhersta uspeo je da stvor eliksir besmrtnosti, ali samo ako tako što će uzeti živote drugih ljudi. Na svom imanju ubija mladog i snažnog drvoseču. Drvoseča se vraća kući kao starac, dok baron nastavlja da živi.
Glavna priča. Kit Teler dolazi u Sinsinati, Ohajo, da bi zajedno s ocem potpisao ugovor o nasledstvu lorda Danhevna. (Vidi epizodu LMS190.) Njegov prijatelj, fotograf Knikerboker našao je kao ratni dopisnik na ratištu dnevnik u kome se opisuju događaji iz Venecije 1750. godine. Pominje se baron fon Falkenhersta i njegova neprekidna mladost. Knikerboker tvrdi da isti baron stanuje danas u Sinsinatiju na velikom imanju. Baron je međutim otkrio da mu je Knikrboker na tragu i organizuje njegovo kidnapovanje. Kit kreće u potragu za Knikerbokerom i ulazi na baronovo imanje.

## Eliksir besmtrtnosti u kasnijim Bonelijevim stripovima
Eliksir besmrtnosti je bio česta inspiracija kasnijih bonelijevih junaka. (Pogledati recimo epizode Marti Misterije Čovek koji je otkrio Evropu i Izvor mladosti.

## Reprize
U Italiji je ova epizoda reprizirana u  #46 iedicije Edizioni If, koja je izašla 14. marta 2016 . Koštale je €8.

## Prethodna i naredna sveska Malog rendžera u LMS
Prethodna sveska Malog rendžera u LMS nosila je naziv Noć punih meseca (LMS215), a naredna Obračun u vodenici (LMS219).

### Preskočene epizode
LMS je ovom prilikom preskočio dve epizode Malog rendžera. Posle epizode Noć punih meseca po originalnom redosledu trebalo je da slede epoizode #90 Quartiere chinese (Kineska četvrt) i #91 Le tigri mare (Tigrovi mora), pa tek onda Čovek sa plaštom (originalna ep. #92). Međutim, ove dve epizode iz za sada nepoznatih razloga nikada nisu objavljene u bivšoj Jugoslaviji.